# Nisquallia olympica
Nisquallia olympica är en insektsart som beskrevs av Rehn, J.A.G. 1952. Nisquallia olympica ingår i släktet Nisquallia och familjen gräshoppor. Inga underarter finns listade i Catalogue of Life.